# فيديو أسامة بن لادن 20 سبتمبر 2007
بعد تسعة أيام من إصدار أسامة بن لادن أحدث فيديو له: فيديو أسامة بن لادن 11 سبتمبر 2007، في الذكرى السنوية السادسة لهجمات 11 سبتمبر 2001 على نيويورك وواشنطن، أُصدر شريطًا جديدًا في 20 سبتمبر 2007 بعنوان «حي على الجهاد». المقطع عبارة عن خطاب صوتي لأسامة بن لادن، وأثناء خطابه تظهر لقطات سبق نشرها عنه. دعا فيه أسامة بن لادن الباكستانيين إلى الإطاحة بالرئيس برويز مشرف، ووعد بالانتقام من اقتحام المسجد الأحمر في العاصمة إسلام آباد في يوليو 2007.

## وصلات خارجية
- «حي على الجهاد» نسخة كاملة.
- «حي على الجهاد» - خطاب صوتي لأسامة بن لادن يخاطب شعب باكستان، ويعلن الحرب على الحكومة الباكستانية.